# Antigona (Mysliveček)
Antigona è un'opera seria in tre atti del compositore Josef Mysliveček su libretto di Gaetano Roccaforte.
Fu rappresentata per la prima volta il 26 dicembre 1773 al Teatro Regio di Torino diretta da Gaetano Pugnani con Venanzio Rauzzini.

## Rappresentazioni in tempi moderni
L'unica rappresentazione in tempi moderni dell'Antigona venne tenuta al Teatro Nazione di Praga il 1º settembre 2006.

## Incisioni
L'aria Sarò qual è il torrente tratta dall'opera in questione è presente nel CD Le belle immagini: Arie di Mozart, Gluck, Mysliveček edito da Deutsche Grammophon nel 2001. L'aria fu cantata dalla mezzosprano Magdalena Kožená con l'esecuzione dell'Orchestra Filarmonica di Praga sotto la direzione di Michel Swierczewski.